# Ratno-Wambierzyce
Ratno-Wambierzyce (niem. Rathen-Albendorf) – osada wsi Ratno Dolne w Polsce, położona w województwie dolnośląskim, w powiecie kłodzkim, w gminie Radków.
W latach 1975–1998 osada administracyjnie należała do województwa wałbrzyskiego.

## Położenie
Część Ratna Dolnego położona pomiędzy Wzgórzami Ścinawskimi i Górami Stołowymi.